# Monts (Gard)
Monts (en francès Mons) és un municipi francès situat al departament del Gard i a la regió d'Occitània.